# Tranquillo Cremona

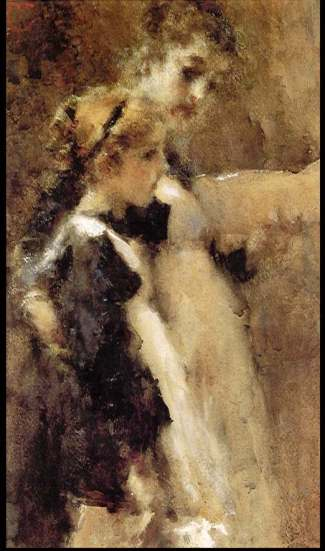
Repasando la lección (1876-1877), Collezione Carlo Lamberti, Codogno

Tranquillo Cremona (Pavía, 10 de abril de 1837-Milán, 10 de junio de 1878) fue un pintor y grabador italiano. 

## Biografía
Era hijo de Gaudenzio Cremona y Teresa Andreoli. Fue hermano del matemático Luigi Cremona. Estudió en Pavía y Venecia, para trasladarse posteriormente a Milán, donde ingresó en la Academia Brera. En Milán fue discípulo de Francesco Hayez y Giuseppe Bertini. Fue autor preferentemente de retratos y escenas burguesas, con una técnica de pincelada corta y vaporosa de sutiles efectos románticos, con gusto por el claroscuro y el cromatismo intenso. Una de sus mayores influencias fue la pintura veneciana del Cinquecento, así como la obra de Giovanni Carnovali "il Piccio".
Fue miembro del movimiento denominado Scapigliatura (1860-1880), considerado en ocasiones un antecesor del divisionismo, caracterizado por su interés por la pureza del color y el estudio de la luz. Artistas como Cremona, Mosè Bianchi o Daniele Ranzoni pretendían plasmar en el lienzo sus sentimientos mediante vibraciones cromáticas y contornos difuminados, con personajes y objetos casi desmaterializados.
El contacto con Ranzoni fue determinante en su estilo maduro, caracterizado por el luminismo y las investigaciones cromáticas, como se denota en su cuadro Marco Polo (1863, Galleria Nazionale d'Arte Moderna, Roma). En los años 1870 este luminismo adquirió un tono más patético y con ciertos tintes eróticos, como en La traicionada, Cáliz amargo y El baño pompeyano. Sus obras posteriores destacan por su estilización, aspecto esfumado, sensualidad y romanticismo evanescente. Una de sus obras más famosas es La hiedra (1878, Galleria d'Arte Moderna, Turín). Como retratista destacó por la captación psicológica de sus personajes; retrató, entre otros, a Víctor Manuel II y al conde de Cavour.